# Volcán El Cuervo
Volcán El Cuervo är en vulkan i Spanien.   Den ligger i provinsen Provincia de Las Palmas och regionen Kanarieöarna, i den sydvästra delen av landet, 1 600 km sydväst om huvudstaden Madrid. Toppen på Volcán El Cuervo är 327 meter över havet.
Terrängen runt Volcán El Cuervo är kuperad åt sydväst, men åt nordost är den platt. Runt Volcán El Cuervo är det ganska tätbefolkat, med 199 invånare per kvadratkilometer. Närmaste större samhälle är Tías, 5,7 km sydost om Volcán El Cuervo. Trakten runt Volcán El Cuervo är ofruktbar med lite eller ingen växtlighet.